# 1188

## Догађаји
- Википедија:Непознат датум — септембар – Опсада Антиохије (1188)

- 22. јануар – Краљ Фердинанд II од Леона умире након повратка са ходочашћа у Сантијаго де Компостелу. Наслеђује га шеснаестогодишњи син Алфонсо IX, који постаје владар Леона и Галиције. Он сазива представнике племства, свештенства и градова у базилици Сан Исидора, Кортесе Леона. Ови Кортеси се сматрају првим парламентом у Европи.
- Пролеће – Краљ Хенри II и Филип II Август састају се у Ле Ману, у присуству надбискупа Јосијаса (или Јосцијуса). Оба краља пристају на мировне услове и доприносе заједничком крсташком рату. Одлучено је да се уведе нови порез за плаћање експедиције. Овај порез, познат као Саладинова десетина, намеће се народу Енглеске и Француске како би се прикупила средства за Трећи крсташки рат.
- 27. март – Цар Фридрих I Барбароса одржава састанак у Мајнцу и узима крст, а затим његов 21-годишњи син, Фридрих IV, и други немачки племићи. Он шаље делегацију да Саладину у Сирији постави ултиматум 26. маја. Са захтевима да повуче своје муслиманске снаге из Палестине и да врати Часни крст у Цркву Светог Гроба.
- Новембар – Ричард од Поатуа, син Хенрија II, склапа савез се Филипом II и одаје му почаст. Обећава да ће попустити своја права и на Нормандију и на Анжу. Хенрија надјачавају Ричардове присталице, које га прогоне од Ле Мана до Анжеа. Присиљавају га да прихвати мир попуштајући свим захтевима, укључујући и признавање Ричарда за његовог наследника.
- Сеча брестова: Састанак Хенрија II и Филипа II на пољу код Жизора, у Нормандији. Означава француско-норманске мировне преговоре, након Пада Јерусалима (1187).
- Опсада Тира: Муслиманске снаге под Саладином повлаче се из Тира након једнополомесечне опсаде. За крсташе, град-лука постаје стратешка тачка окупљања за хришћански препород током Трећег крсташког рата.
- 14. мај – Саладин започиње кампању и маршира на север, али сматра да је Триполи превише јак за опсаду. Одлучује да заузме друга крсташка утврђења и потписује осмомесечно примирје са принцом Боемундом III од Антиохије.
- Мај – Саладин опседа тврђаву хоспиталерa Крак де Шевалије у Сирији. Видевши да је замак превише добро брањен, уместо тога одлучује да маршира на замак Маргат, који такође не успева да освоји.
- Јул – Саладин маршира кроз Букају и окупира Џабалу и Латакију. Из Латакије окреће се у унутрашњост и, након неколико дана жестоких борби, заузима замак Сахјун.
- 4. септембар – Краља Ги од Лузињана Саладин ослобађа након што је Аскалон приморан на предају. Гај и његова жена, краљица Сибила од Јерусалима, траже уточиште у Тиру, који брани Конрад од Монферата.
- Пролеће – Хенри II покреће правне реформе које дају Круни већу контролу над спровођењем правде. Наређује изградњу затвора Њугејт у Лондону.
- Архиђакон Гералд из Камбреа и надбискуп Болдвин од Форда путују кроз Велс, покушавајући да регрутују борце за Трећи крсташки рат.